# The Wake
The Wake — третій студійний альбом англійського гурту IQ, який вийшов у 1985 році.

## Композиції
1. Outer Limits – 8:15
2. The Wake – 4:12
3. The Magic Roundabout – 8:18
4. Corners – 6:20
5. Widow's Peak – 9:12
6. The Thousand Days – 5:12
7. Headlong – 7:25
8. Dans le Parc du Château Noir – 7:37
9. The Thousand Days – 3:55
10. The Magic Roundabout – 6:27

## Учасники запису
- Пітер Нікколлс — вокал
- Майкл Голмс — гітара
- Мартін Орфорд — клавішні
- Тім Есау — бас-гітара
- Пол Кук — ударні

## Чарти
| Чарт (1985)                     | Найвища позиція |
| ------------------------------- | --------------- |
| Велика Британія UK Albums (OCC) | 72              |